# Ipoh white coffee

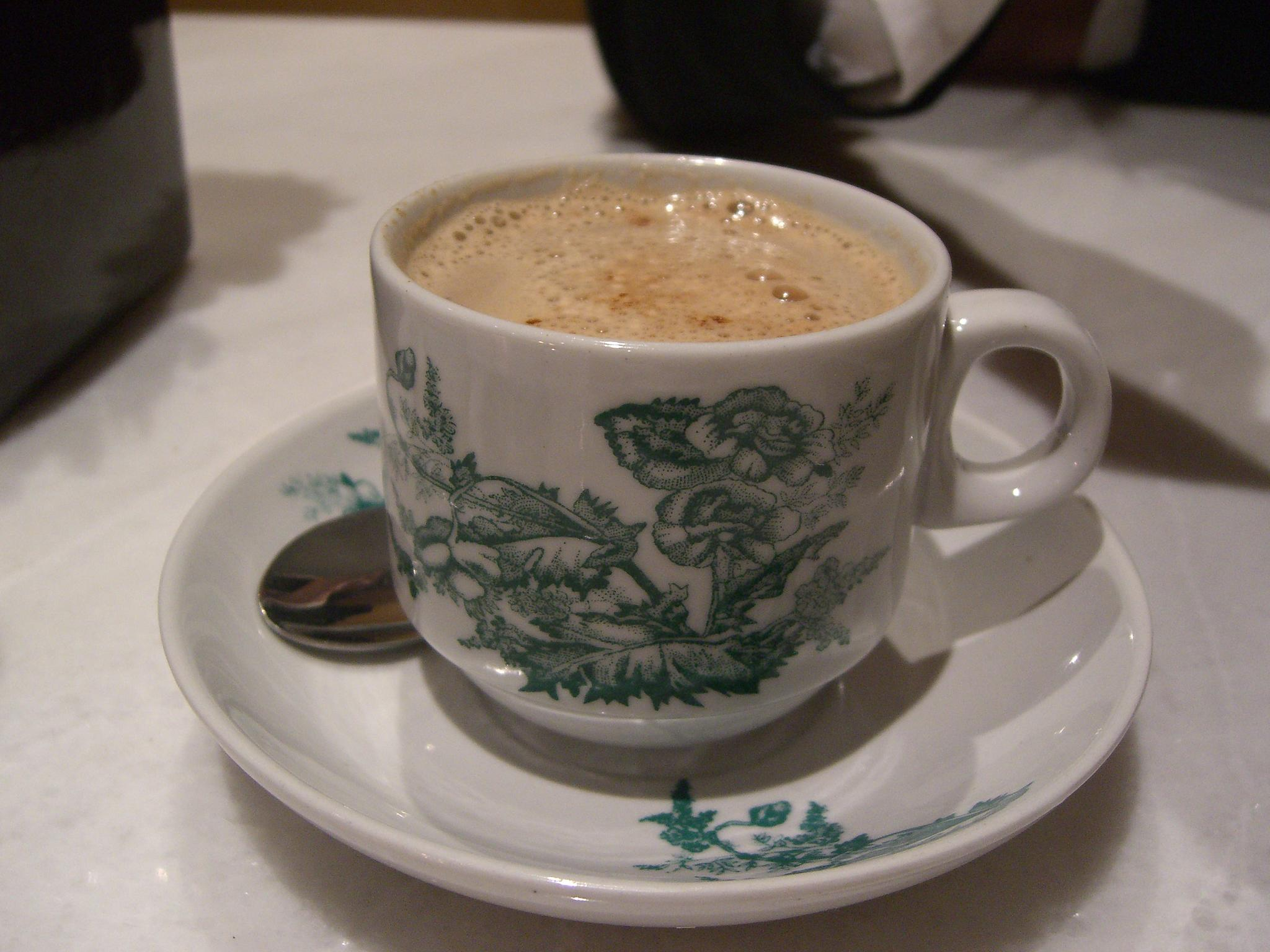
Un Ipoh white coffee servi à Melbourne en 2008.

Cet article possède un paronyme, voir Café blanc.
L'Ipoh white coffee (littéralement café blanc) est un café originaire d'Ipoh, capitale de l'État malaisien du Perak. 

## Description
Les grains de café sont torréfiés dans de l'huile de palme et le café issu de ces grains est servi avec du lait condensé. 
Le terme white coffee vient de la traduction littérale de son nom chinois, donné au XIXe siècle par des immigrants chinois venus travailler dans les mines d'étain de Malaisie.
En chinois, le terme est 怡保白咖啡 (pinyin : yí bǎo bái kāfēi). Dans cette expression, bái, 白, signifiant habituellement blanc, n'a rien à voir avec la couleur mais fait référence à la manière dont les grains sont torréfiés : bái veut en effet aussi dire sans, ou pur, c'est-à-dire que rien n'a été ajouté pendant l'étape de torréfaction.
Traditionnellement, le café black (noir) malaisien est produit en torréfiant les grains avec du sucre, de l'huile de palme et du blé.
Le white coffee est produit en torréfiant les grains avec de l'huile de palme et du sucre, donnant un café plus clair. Il existe aussi en café soluble. On le boit habituellement après le repas.
L’Ipoh white coffee a été choisi comme boisson officielle du pavillon malaisien à l'Exposition universelle de 2010 à Shanghai.